# Nancy Mitford
Nancy Freeman-Mitford, CBE (Londen, 28 november 1904 – Versailles, 30 juni 1973) was een Engels schrijfster, biografe en journaliste. Zij is vooral bekend door haar satirische romans over het leven van de maatschappelijke elite en historische biografieën. Vanaf 1946 woonde zij in Frankrijk waar ze in 1973 is overleden. Zij was een van de roemruchte 'Mitford Sisters'.

## Biografie

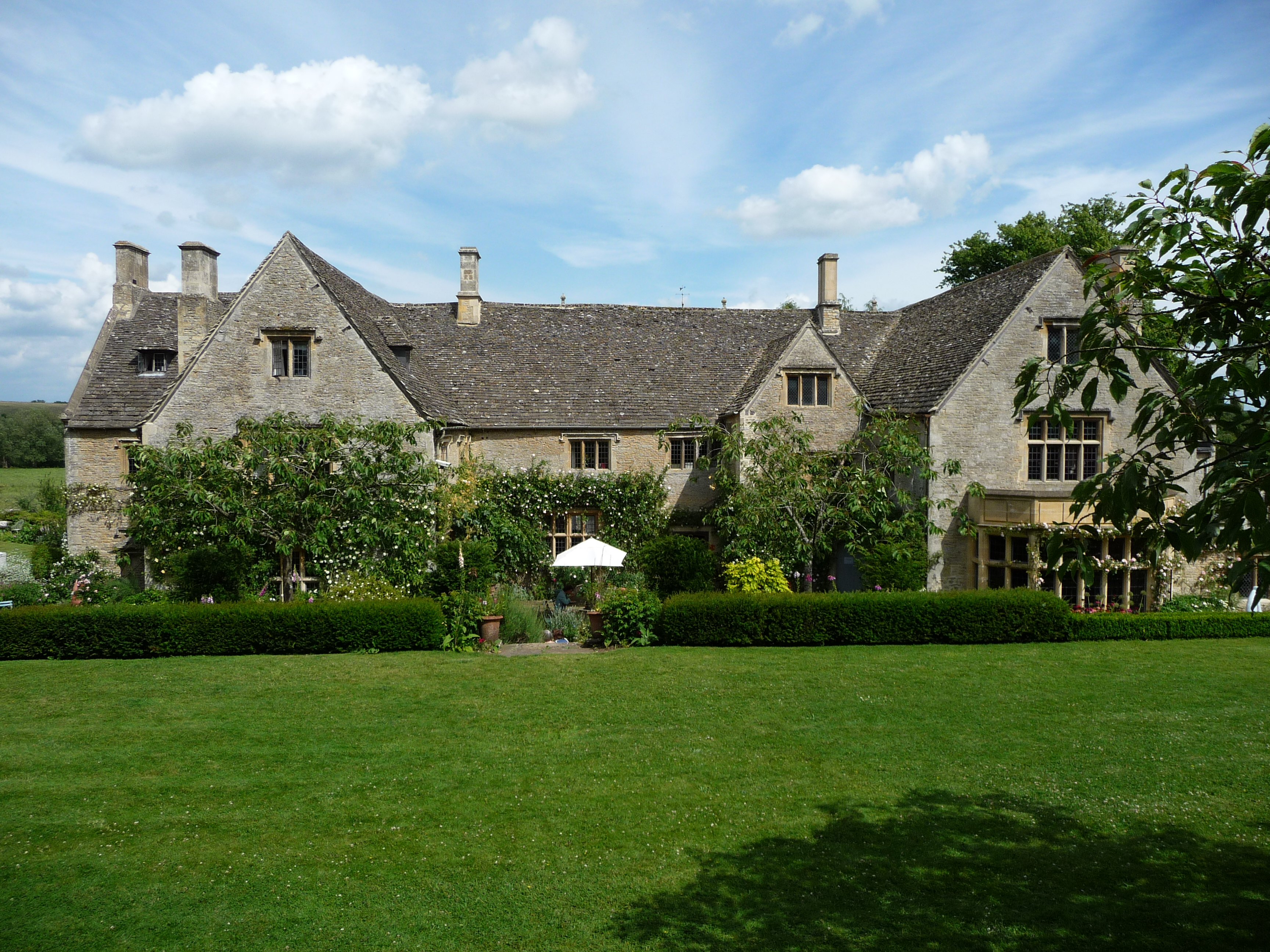
Asthall Manor: van 1919 tot 1926 woonhuis van de familie Mitford

Nancy Mitford was het oudste kind van David Freeman-Mitford, Baron Redesdale, en zijn vrouw Sydney Bowles. Hoewel de familienaam officieel Freeman-Mitford is, werd in de praktijk door alle leden van de familie alleen de naam Mitford gebruikt. Zij groeide met haar vijf zusters en broer op in het geprivilegieerde milieu van de lagere Engelse landadel en bracht een deel van haar jeugd door op het landgoed Asthall Manor in Oxfordshire. Zij kreeg thuis onderwijs en ging slechts één jaar naar school. Vijf van de zes dochters uit het gezin trokken de aandacht door politiek activisme, tot de verbeelding sprekende privélevens, en als publicisten. Zij zijn sinds de jaren dertig van de twintigste eeuw in Groot-Brittannië collectief bekend als de Mitford Sisters.
In de periode tussen de twee wereldoorlogen was Mitford een van de ‘Bright Young People’, een groep jonge mensen uit de sociale toplaag die in het interbellum opvielen door hun onconventionele en uitbundige levensstijl. Schrijver Evelyn Waugh, dichter John Betjeman en fotograaf Cecil Beaton behoorden ook tot deze groep.
In 1929 begon ze te werken als journaliste. Haar eerste roman verscheen in 1931 en in dat jaar trouwde zij ook met Peter Rodd. Tijdens de Tweede Wereldoorlog woonde Mitford in Londen, waar ze in een boekwinkel werkte. Vanaf het begin van de jaren veertig had ze een relatie met de Franse militair Gaston Palewski, die tot 1969 zou voortduren. Haar huwelijk met Rodd werd in 1958 ontbonden. In 1946 verhuisde Mitford naar Parijs. Ze woonde tot aan haar dood in Frankrijk, maar bleef als journalist, essayist en recensent bijdragen leveren aan Engelse tijdschriften en kranten.
Mitford stierf in 1973 na een lange ziekte. Ze is begraven op het kerkhof in Swinbrook, Oxfordshire, waar ook enkele van haar zusters hun graf hebben.

## Werk
Nancy Mitford publiceerde haar eerste roman Highland Fling in 1931. Het werk is deels autobiografisch en zorgde voor commotie in haar familie omdat mensen zich in de romanfiguren herkenden. Na de Tweede Wereldoorlog werd haar reputatie bij een breder publiek gevestigd met de romans The Pursuit of Love (1945) and Love in a Cold Climate (1949).
Mitford heeft een typerende stijl die door Evelyn Waugh omschreven is als 'een charmante combinatie van meisjes-gebabbel en literatuur'. Haar verhalen spelen zich doorgaans af in de hogere sociale kringen, zijn semi-autobiografisch en hebben een ironisch-satirische toon. Zo drijft ze in haar boek Wigs on the Green de spot met de fascistische beweging waar haar zusters Unity en Diana nauw bij waren betrokken.
Vanaf de jaren vijftig richtte Mitford zich voornamelijk op het schrijven van non-fictie. Zij was actief als recensent en essayist en was enkele jaren columnist bij de Times. Mitford gebruikte in een van haar essays de begrippen "U" (upper class) en "non-U'' (niet upper class) om het specifieke taalgebruik van de hogere klassen te karakteriseren. Ook schreef ze biografieën van Lodewijk XIV, Frederik de Grote en Madame de Pompadour. Deze waren zo succesvol dat ze met de opbrengsten tot aan haar overlijden in haar levensonderhoud kon voorzien. Een aantal van Mitfords romans en biografieën is in het Nederlands vertaald, onder andere door Clara Eggink. Gedurende haar hele leven correspondeerde Mitford intensief met vrienden en familieleden. Een deel van deze correspondentie is gebundeld en gepubliceerd.

## De Mitfords

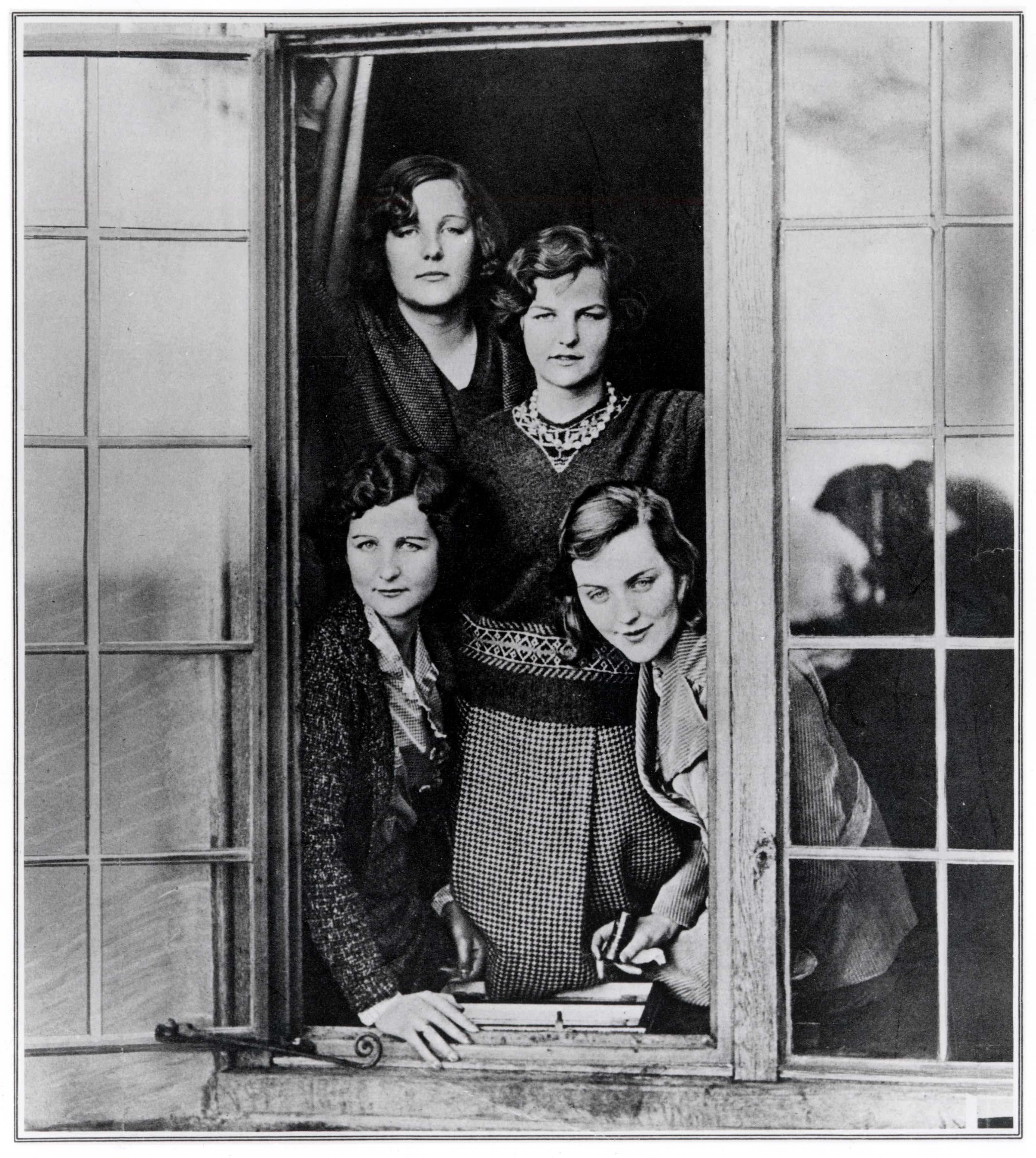
Nancy Mitford (linksonder) met haar zusters Unity, Jessica en Diana op de omslag van het tijdschrift Sketch in 1932

David Freeman-Mitford en zijn vrouw Sydney Bowles hadden zeven kinderen: zes dochters en een zoon. De dochters werden collectief bekend als de Mitford Sisters.
- Nancy Mitford (1904–1973)
- Pamela Mitford (1907–1994) de enige dochter uit het gezin die een onopvallend leven leidde.
- Thomas Mitford (1909–1945) sneuvelde in de laatste maanden van de Tweede Wereldoorlog in Birma.
- Diana Mitford (1910–2003) veroorzaakte een schandaal door in 1933 haar echtgenoot te verlaten voor de Britse fascistenleider Oswald Mosley, met wie ze later trouwde. Ze schreef een aantal boeken.
- Unity Mitford (1914–1948) was een overtuigd nationaalsocialist, een persoonlijke vriendin van Adolf Hitler en woonde enkele jaren in Duitsland.
- Jessica Mitford (1917–1996) woonde sinds 1939 in Amerika en was een bekende onderzoeksjournalist; ze was actief in de Amerikaanse communistische partij en de burgerrechtenbeweging
- Deborah Mitford (1920–2014) trouwde met de hertog van Devonshire en wist als een van de eersten in Engeland van een adellijk familielandgoed een succesvolle toeristische attractie te maken. Ze schreef een aantal boeken over het landgoed Chatsworth House.

De Mitford Sisters
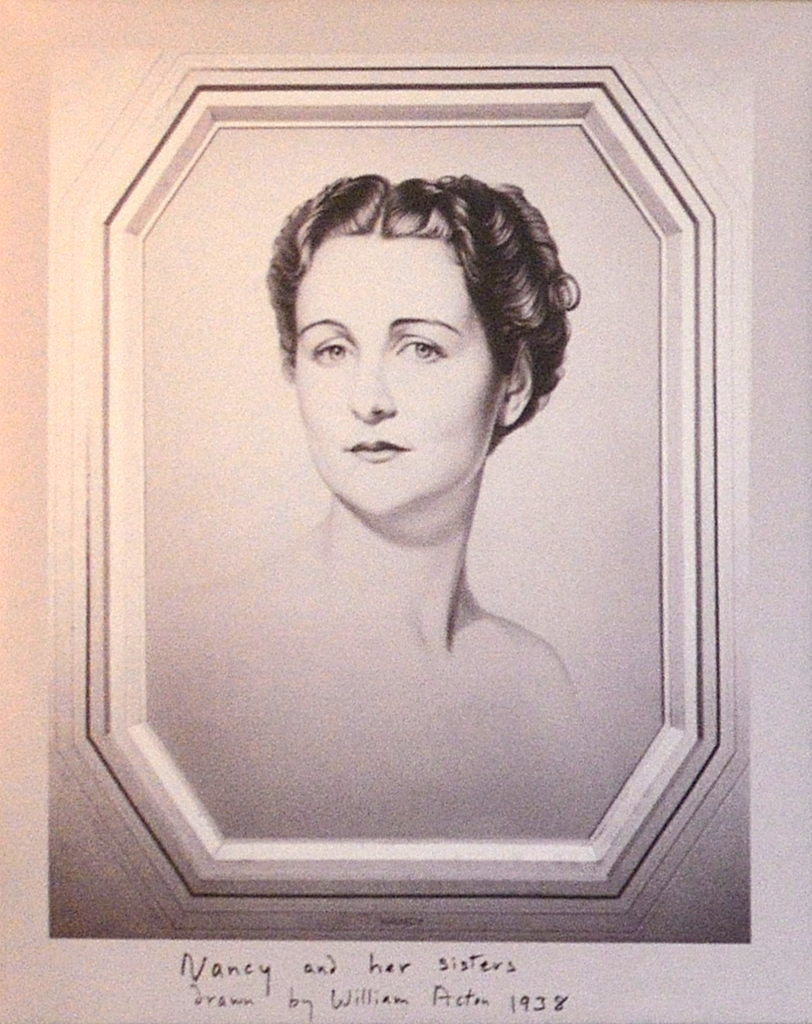
Nancy Mitford
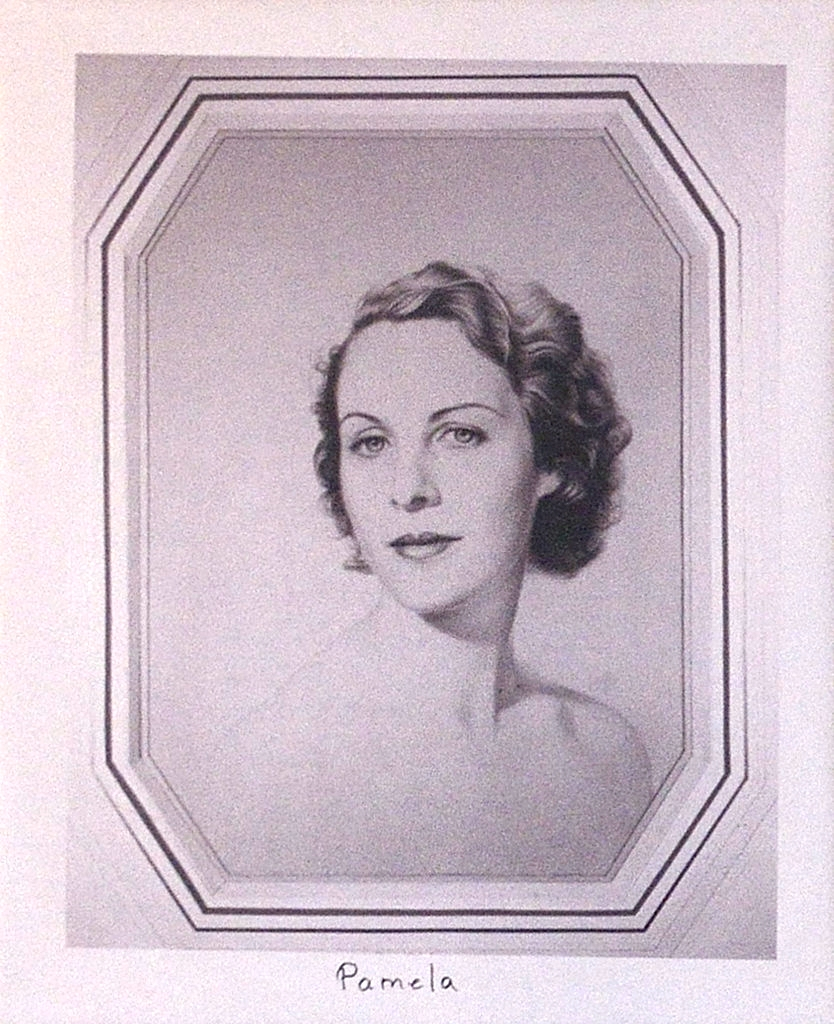
Pamela Mitford
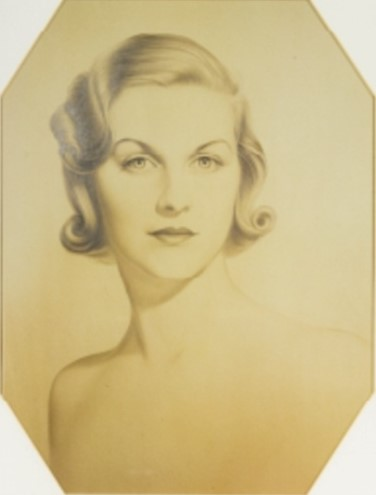
Diana Mitford
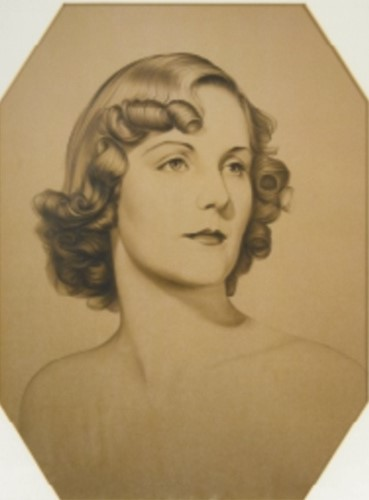
Unity Mitford
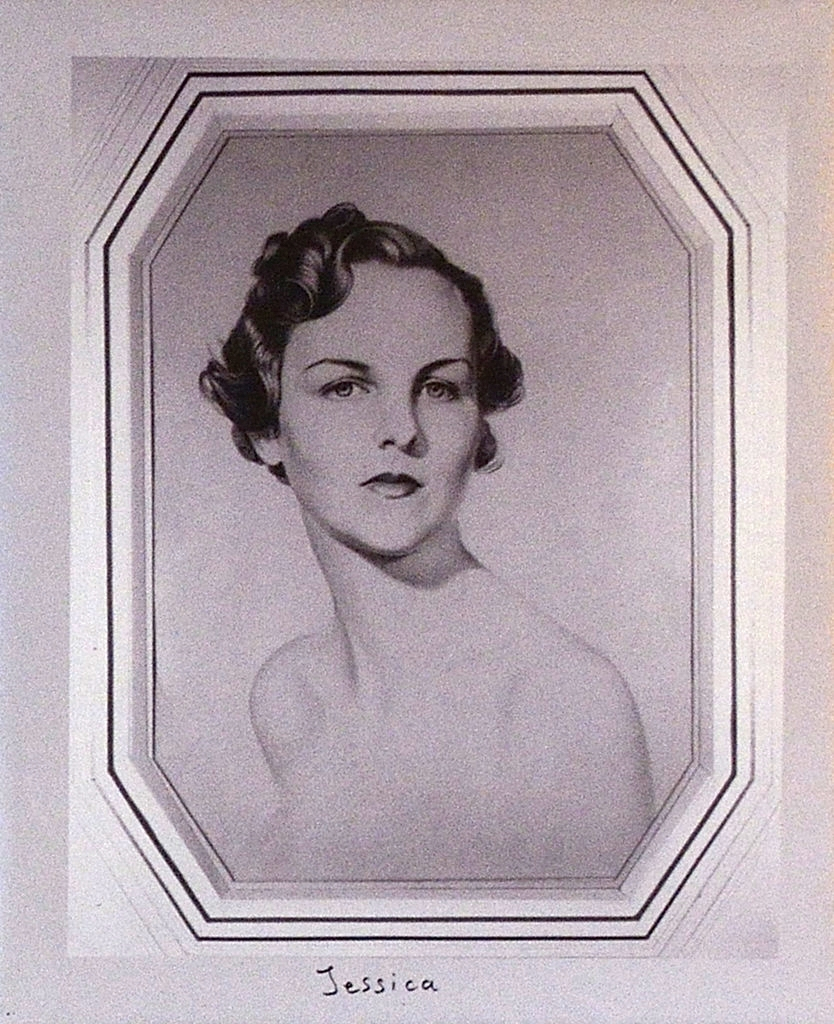
Jessica Mitford
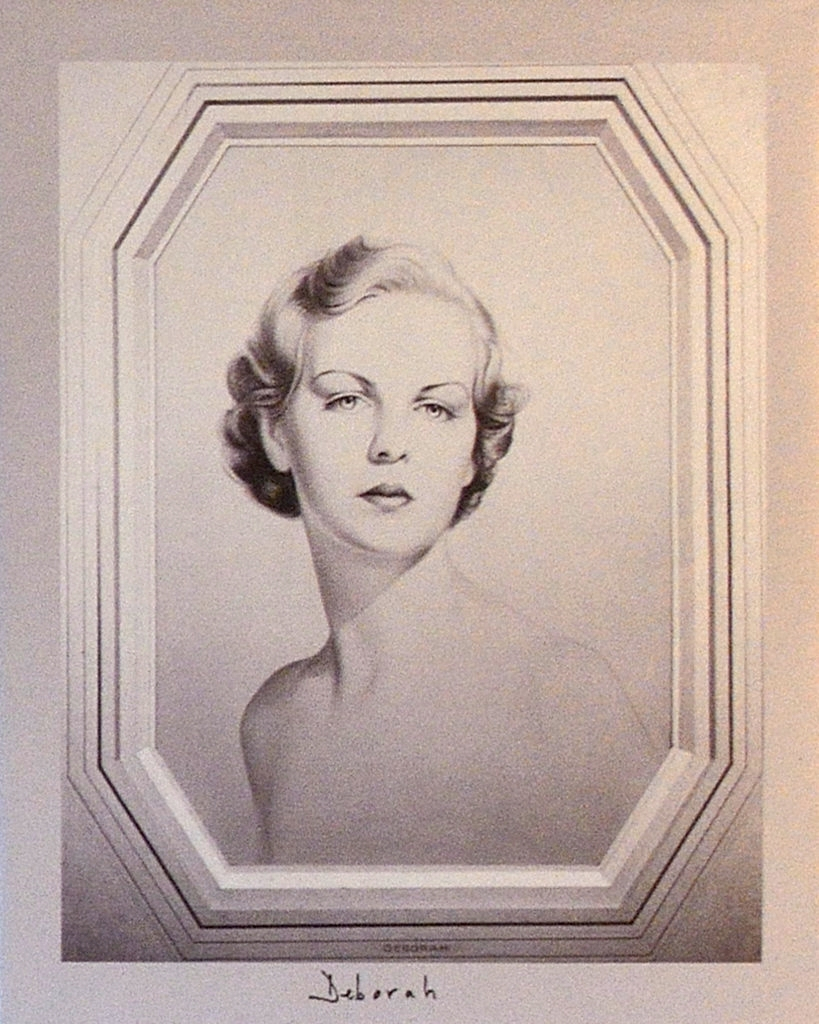
Deborah Mitford

### Romans
- Highland Fling, 1931
- Christmas Pudding, 1932
- Wigs on the Green, 1935
- Pigeon Pie, 1940
- The Pursuit of Love, 1945 (Nederlandse vertaling: Linda of de achtervolging der liefde)
- Love in a Cold Climate, 1949 (Nederlandse vertaling: Liefde in een koud klimaat)
- The Blessing, 1951 (Nederlandse vertaling door Cornelia Brinkman: Zoonlief/De Spelbreker)
- Don't Tell Alfred, 1960. (Nederlandse vertaling: Mondje dicht tegen Alfred)

### Biografieën
- Madame de Pompadour, 1954 (Nederlandse vertaling door Clara Eggink: Madame de Pompadour)
- Voltaire in Love, 1957
- The Sun King, 1966 (Nederlandse vertaling: De Zonnekoning)
- Frederick the Great, 1970 (Nederlandse vertaling: Frederik de Grote)

### Gebundelde brieven
- Mosley, Charlotte (ed.) Love from Nancy: The Letters of Nancy Mitford. 1993. ISBN 978-0-340-53784-8
- Mosley, Charlotte (ed.) The Letters of Nancy Mitford and Evelyn Waugh. 1996. ISBN 0-340-63804-4
- Smith, John Saumarez (ed.)The Bookshop at 10 Curzon Street: Letters between Nancy Mitford and Heywood Hill. 1952–73. 2004. ISBN 978-0-7112-2452-0
- Mosley, Charlotte (ed.) The Mitfords: Letters Between Six Sisters. 2007. ISBN 0-06-137364-8

## Verder lezen
- Acton, Harold (1975). Nancy Mitford: A Memoir. ISBN 0-06-010018-4.
- Hastings, Selina (1985). Nancy Mitford. ISBN 0-241-11684-8.
- Lovell, Mary S. (2002). The Mitford Girls: The Biography of an Extraordinary Family. ISBN 0-349-11505-2.
- Thompson, Laura (2003). Life in a Cold Climate: Nancy Mitford, Portrait of a Contradictory Woman. ISBN 0-7472-4574-6.